# Volpiano Volpi
Ulpiano (o Volpiano) Volpi (Como, 1559 – Roma, 10 marzo 1629) è stato un arcivescovo cattolico italiano.

## Biografia
Nato da una nobile famiglia comasca, come molti suoi antenati si distinse nella carriera ecclesiastica: l'11 marzo 1609 fu eletto arcivescovo di Chieti da papa Paolo V, ma rinunciò alla diocesi prima del 16 dicembre 1615; venne poi eletto alla sede di Novara (13 novembre 1619) e ne prese possesso per procura il 2 giugno 1620. Non risiedette quasi mai nelle sue sedi episcopali: Novara fu retta, come ausiliare con diritto di successione, dal nipote di Ulpiano, Giovanni Pietro Volpi, vescovo titolare di Salona.
Visse in realtà prevalentemente presso la Curia Romana, dove ricoprì importanti incarichi. Il 24 luglio 1621 venne nominato datario apostolico presso la Santa Sede: Paolo V, che lo stimava molto, lo inviò come nunzio apostolico straordinario presso il re di Spagna, Filippo III.
Benvoluto dalla Curia romana e ricco di prebende, Ulpiano fu anche un mecenate munifico. Fece erigere un palazzo di famiglia a Como (palazzo Volpi uno dei più insigni monumenti cittadini): ne fu architetto Sergio Venturi, un senese naturalizzato romano, che iniziò la fabbrica nel 1621; nel Museo Poldi Pezzoli di Milano inoltre si conserva un suo busto in bronzo, realizzato da Alessandro Algardi per il suo monumento sepolcrale.
Morì a Roma il 10 marzo 1629 e venne sepolto a Como, nella chiesa di San Donnino.

## Genealogia episcopale e successione apostolica
La genealogia episcopale è:
- Cardinale Guillaume d'Estouteville, O.S.B.Clun.
- Papa Sisto IV
- Papa Giulio II
- Cardinale Raffaele Sansone Riario
- Papa Leone X
- Papa Clemente VII
- Cardinale Antonio Sanseverino, O.S.Io.Hieros.
- Cardinale Giovanni Michele Saraceni
- Papa Pio V
- Cardinale Innico d'Avalos d'Aragona, O.S.Iacobi
- Cardinale Scipione Gonzaga
- Patriarca Fabio Biondi
- Cardinale Michelangelo Tonti
- Arcivescovo Volpiano Volpi

La successione apostolica è:
- Vescovo Pasquale Grassi (1619)
- Arcivescovo Agostino Morosini (1621)
- Arcivescovo Giovanni Benini (1622)
- Cardinale Lorenzo Magalotti (1628)